# Temps al quadrat
"Temps al quadrat" (títol original en anglès "Time Squared") és el tretzè episodi de la segona temporada de la sèrie de televisió de ciència-ficció estatunidenca Star Trek: La nova generació, i el 39è de tota la sèrie, que es va emetre originalment el 3 d'abril de 1989, en redifusió als Estats Units. Va ser escrit per Maurice Hurley en base a una història de Kurt Michael Bensmiller i va ser dirigit per  Joseph L. Scanlan.
Ambientada al segle XXIV, la sèrie segueix les aventures de la tripulació de la nau de la Flota Estel·lar de la Federació Enterprise-D. En aquest episodi, la tripulació de l' Enterprise es troba amb un doble de Capità Picard, aparentment del futur.

## Trama
Mentre la nau estel·lar de la Federació Enterprise es dirigeix cap a la seva destinació planificada, els sensors de la nau detecten una càpsula auxiliar que va a la deriva per l'espai buit sense energia ni reserves de combustible. Quan el tinent Worf i el comandant Riker utilitzen el raig del tractor per portar-la a la nau, descobreixen que té el mateix nom i registre que una càpsula auxiliar de l' Enterprise. A dins hi ha un doble del capità Picard, amb prou feines aferrat a la vida.
Després que el doble sigui portat a l'infermeria per al tractament, el tinent comandant Data i l'enginyer en cap La Forge encenen el transbordador, després de llargs retards a causa d'una incompatibilitat tècnica inesperada. Aleshores es descobreix que el rellotge intern de la càpsula auxiliar està unes sis hores per davant del cronòmetre de la nau, la qual cosa significa que la càpsula, i per tant el doble de Picard, és de sis hores cap al futur. Recuperen un vídeo de registre del sensor de molt mala qualitat que mostra l' Enterprise caient en un vòrtex d'energia i destruïda després del llançament de la càpsula.
L'oficial mèdic en cap Drs. Pulaski determina que les funcions biològiques del doble incoherent no estan sincronitzades, però estan millorant a mesura que el futur Picard s'apropa al seu temps. Picard ordena que el seu futur sigui reviscut, però no aconsegueix extreure cap informació d'ell. A Picard li inquieta la idea que abandonaria el seu vaixell i la seva tripulació.
Mentre els membres de la tripulació debaten sobre les seves opcions, decideixen continuar amb el seu curs actual. De sobte són aturats pel vòrtex vist al registre de la llançadora i són incapaços d'escapar, fins i tot amb els motors a la màxima potència, i s'atrauen més. Envien una sonda al vòrtex que es destrueix immediatament. Els escanejos que emanen del vòrtex semblen centrar-se en Picard i un raig d'energia el colpeja, el que el fa teoritzar que hi ha una intel·ligència que controla el vòrtex que sembla estar interessada en ell personalment, i que el seu doble va abandonar la nau per cridar la seva atenció.
El doblet de Picard, ara gairebé completament conscient i coherent, es proposa deixar l' Enterprise com ho va fer abans. Picard el segueix, afirmant que devia haver-hi una altra opció, encara que el doble només murmura sobre que era impossible, ja que avançar presumiblement hauria destruït l' Enterprise. Mentre el doble s'embarca al transbordador, Picard proclama que el cicle es trencarà i el mata amb un faser. La Dra. Pulaski examina sense paraules el doble de Picard amb un tricorder mentre el Cap O'Brien mira commocionat.
Picard torna al pont i ordena que l' Enterprise vola directament al centre del vòrtex. L' Enterprise arriba per l'altre costat a l'espai normal, i els dobles de Picard i la llançadora desapareixen. L' Enterprise reprèn el seu curs.

## Repartiment i doblatge al català
La sèrie va ser doblada al català pels estudis Tramontana (primera part) i Soundtrack (segona part) i emesa a TV3 l’any 1991. Els dobladors de l'episodi foren:
| Personatge        | Actor/actriu    | Veu en català    |
| ----------------- | --------------- | ---------------- |
| Jean-Luc Picard   | Patrick Stewart | Joan Crosas      |
| William Riker     | Jonathan Frakes | Antoni Forteza   |
| Data              | Brent Spinner   | Joaquim Sota     |
| Geordi La Forge   | LeVar Burton    | Aleix Estadella  |
| Worf              | Michael Dorn    | Enric Arquimbau  |
| Katherine Pulaski | Diana Muldaur   | Núria Cugat      |
| Deanna Troi       | Marina Sirtis   | Victòria Pagès   |
| Wesley Crusher    | Will Wheaton    | Roger Pera       |
| Miles O'Brien     | Colm Meaney     | Xavier Fernàndez |

## Producció
Aquest va ser el primer guió de Kurt Michael Bensmiller que es va adaptar a la sèrie. Abans havia presentat una idea titulada The Storyteller, que, però, no es va rodar fins al 1993 com a episodi 14è de la primera temporada de Star Trek: Deep Space Nine (The Storyteller). El guió tenia els títols de treball Time to the Second i Twist of Fate.
Maurice Hurley, que va escriure l'obra per televisió, volia escriure una història de viatge en el temps que tingués lloc només durant sis hores, en comptes dels períodes més llargs que normalment es troben. La història originalment estava pensada per presentar Q com a antagonista definitiu, que fos responsable del vòrtex d'energia i es revelés al final de l'episodi, alhora que enllaçava amb l'episodi Què Q?, però Gene Roddenberry, va rebutjar aquesta idea perquè no volia que hi hagués una connexió massa estreta entre dos episodis. Hurley va quedar molt descontent amb aquesta decisió i va considerar que alguns elements de la trama (com ara el vol cap al centre del vòrtex) simplement no tenien sentit tret que Q estirés les cordes al fons. El nom de la càpsula auxiliar, una alternativa de baix pressupost a la llançadora habitual, va rebre el nom de Farouk El-Baz, un científic de la NASA.

## Recepció
Zack Handlen de The A.V. Club va puntuar l'episodi A− i va escriure que l'episodi té "unes quantes butxaques avorrides", però "les escenes finals entre els dos Picard es troben entre les meves preferides de tot el que hem vist encara al programa", explicant a més que "aquesta és la primera vegada que realment veiem fins on [Picard] arribarà per fer el que calgui". Keith DeCandido de Tor.com l'ha puntuat 2 sobre 10, ja que el considera com un episodi extremadament dolent de Star Trek: La nova generació en què res té sentit. Els efectes dels viatges en el temps sobre la tecnologia de la llançadora i la biologia humana contradiuen totes les històries anteriors de viatges en el temps mostrades a Star Trek. L'obsessió del futur Picard per abandonar l'Enterprise i la seva negativa a parlar del desastre imminent semblen incomprensibles. No s'explica quin tipus d'intel·ligència hi ha darrere del vòrtex i per què té un interès especial en Picard.

## Impacte cultural
El primer tema del duo electrònic britànic Orbital de l'homònim àlbum d'estudi debut de 1991 s'obre amb una mostra de la línia del tinent Worf, "Hi ha la teoria del Möbius: un gir en el teixit de l'espai on el temps es converteix en un bucle". Altres línies de l'episodi, com la de Geordie La Forge, "Quan arribis a aquest punt, el que hagi passat  tornarà a passar" es mostren al llarg de la cançó.